# Rukatunturi
Rukatunturi – kompleks fińskich skoczni narciarskich, znajdujący się w Ruce, miejscowości położonej na północ od Kuusamo. W jego skład wchodzi skocznia duża K120 oraz kilka mniejszych obiektów: K64, K22, K12, K5.
Od sezonu 2002/2003 w Ruce regularnie odbywają się zawody Pucharu Świata, a czasami także gości tutaj Puchar Kontynentalny.
Jako że śnieg leży tu przez większą część roku, jest to znakomite miejsce treningowe. Znajdują się tu liczne stoki narciarskie o różnym stopniu trudności, a także trasy biegowe. Skocznia przed sezonem 2007/2008 przeszła niewielką modernizację progu, wybudowano także wiatrochron. Przed sezonem 2016/2017 na skoczni zamontowano tory lodowe.
W 1981 na Rukatunturi ustanowiony został nieoficjalny rekord świata w długości skoku narciarskiego kobiet – Finka Tiina Lehtola uzyskała wówczas odległość 110 metrów, jako pierwsza kobieta w historii przekraczając dystans 100 metrów.

## Parametry skoczni
- Punkt konstrukcyjny: 120 m
- Wielkość skoczni (HS): 142 m
- Punkt sędziowski: 142 m
- Oficjalny rekord skoczni: 150,5 m –  Halvor Egner Granerud (27.11.2022)
- Najdłuższy skok: 153,5 m –  Jarl Magnus Riiber (26.11.2023)[4]
- Długość najazdu: 100,5 m
- Nachylenie najazdu: 35°
- Długość progu: 6,75 m
- Nachylenie progu: 11,3°
- Wysokość progu: 3,5 m
- Nachylenie zeskoku: 36,9°
- Średnia prędkość na rozbiegu: 94,7 km/h

Obiekt wyposażony jest w igelit, wyciąg, windę, ogrzewaną poczekalnię oraz sztuczne oświetlenie.

## Oficjalni rekordziści skoczni
| Lp. | Dzień        | Rok  | Zawodnik              | Odległość | Zawody               | Uwagi                                   |
| --- | ------------ | ---- | --------------------- | --------- | -------------------- | --------------------------------------- |
| 1.  | 7 grudnia    | 1996 | Kazuyoshi Funaki      | 142,5 m   | Puchar Świata        |                                         |
| 2.  | 7 grudnia    | 1996 | Takanobu Okabe        | 142,5 m   | Puchar Świata        | wyrównanie rekordu                      |
| 3.  | 26 marca     | 2000 | Olav Magne Dønnem     | 143,0 m   | Puchar Kontynentalny |                                         |
| 4.  | 29 listopada | 2002 | Adam Małysz           | 144,0 m   | Puchar Świata        |                                         |
| 5.  | 29 listopada | 2002 | Sigurd Pettersen      | 146,0 m   | Puchar Świata        |                                         |
| 6.  | 1 grudnia    | 2007 | Thomas Morgenstern    | 146,5 m   | Puchar Świata        |                                         |
| 7.  | 1 grudnia    | 2007 | Gregor Schlierenzauer | 147,0 m   | Puchar Świata        |                                         |
| 8.  | 25 listopada | 2017 | Stefan Kraft          | 147,5 m   | Puchar Świata        |                                         |
| 9.  | 25 listopada | 2018 | Ryōyū Kobayashi       | 147,5 m   | Puchar Świata        | wyrównanie rekordu                      |
| 10. | 29 listopada | 2019 | Karl Geiger           | 147,5 m   | Puchar Świata        | wyrównanie rekordu                      |
| 11. | 27 listopada | 2020 | Johannes Lamparter    | 147,5 m   | Puchar Świata        | kombinacja norweska, wyrównanie rekordu |
| 12. | 26 listopada | 2022 | Anže Lanišek          | 149,0 m   | Puchar Świata        |                                         |
| 13. | 27 listopada | 2022 | Halvor Egner Granerud | 150,5 m   | Puchar Świata        | kwalifikacje                            |